# Masaki Watanabe
Masaki Watanabe (født 2. december 1986) er en japansk fodboldspiller.